# Lupon
Lupon è una municipalità di prima classe delle Filippine, situata nella Provincia di Davao Oriental, nella Regione del Davao.
Lord James Brooke, Raja di Sarawak e governatore di Labuan, l'acquistò nell'aprile 1861 dal sultano dei Burnei Saifuddin II, incorporandolo nel proprio reame di Sarawak.
Lupon è formata da 21 baranggay:
- Bagumbayan
- Cabadiangan
- Calapagan
- Cocornon
- Corporacion
- Don Mariano Marcos
- Ilangay
- Langka
- Lantawan
- Limbahan
- Macangao
- Magsaysay
- Mahayahay
- Maragatas
- Marayag
- New Visayas
- Poblacion
- San Isidro
- San Jose
- Tagboa
- Tagugpo